# Hydnophytum borneanum
Hydnophytum borneanum är en måreväxtart som beskrevs av Odoardo Beccari. Hydnophytum borneanum ingår i släktet Hydnophytum och familjen måreväxter. Inga underarter finns listade i Catalogue of Life.